# Antirrhea scoparia
Antirrhea scoparia är en fjärilsart som beskrevs av Butler 1869. Antirrhea scoparia ingår i släktet Antirrhea och familjen praktfjärilar. Inga underarter finns listade i Catalogue of Life.